# Luis Felipe Noé
Luis Felipe "Yuyo" Noé (Buenos Aires, 26 de mayo de 1933-Buenos Aires, 9 de abril de 2025) fue un artista plástico, crítico de arte y docente argentino. Entre 1961 y 1965 formó parte del grupo Nueva Figuración junto a Ernesto Deira, Rómulo Macció y Jorge de la Vega. Publicó más de veinte libros y realizó numerosas exposiciones tanto en la Argentina como en el exterior. Uno de los principales temas que atraviesa al conjunto de su obra es su concepción del caos entendido como una dinámica –de la que formamos parte– en permanente transformación.

## Biografía

### Primeros años
Sus padres fueron Julio Noé y Beba Ruiz y llevó el apodo Yuyo desde su infancia. Julio Noé fue un destacado intelectual, integró la Asociación Amigos del Arte y dirigió la revista Nosotros que fue fundamental en la vida literaria porteña de principios del siglo XX.
En 1951 Luis Felipe Noé ingresó a la Facultad de Derecho de la Universidad de Buenos Aires (UBA) y al taller de pintura del maestro Horacio Butler, en el que se formó durante un año y medio. Más allá de esta formación inicial, continuó formándose de manera autodidacta.
En 1955 abandonó la Facultad y comenzó a trabajar en el diario El Mundo, donde, al año siguiente, ejerció la crítica de arte. Hasta 1961, trabajó también en la sección política de los periódicos El Nacional, La Razón y La Prensa. Se casó con Nora Murphy en 1957, con quien tuvo dos hijos: Paula y Gaspar Noé.
En 1957 expuso un cuadro titulado La Costurera en el Salón Nacional y en 1959 realizó su primera exposición individual en la Galería Witcomb. Durante la inauguración, trabó amistad con Alberto Greco, Rómulo Macció y Jorge de la Vega.
En 1960 su padre le ofreció como taller un sector de lo que había sido la fábrica de sombreros fundada por su abuelo, ubicada en la calle Independencia entre Bolívar y Defensa. Al poco tiempo, Greco y Macció se instalaron allí, aprovechando el gran espacio disponible, y De la Vega pintó ocasionalmente algunas obras grandes en ese lugar.
Ese año, realizó dos exposiciones, una en la galería Kalá y otra en las dos primeras salas de la galería Van Riel. En 1961, el diario La Nación, en su rotograbado de los domingos, publicó una nota sobre el atelier de Independencia y sus protagonistas.

En mayo de ese año, llevó a cabo su cuarta muestra en la Galería Bonino, donde presentó la Serie Federal, sobre la historia argentina del siglo XIX, en la cual cuestionó la pintura de género tradicional argentina, proponiendo una relectura crítica de la historia oficial. En una crítica del diario La Nación, el escritor Manuel Mujica Láinez comentó: 
En momentos en que la mayoría de sus contemporáneos restringen sus obras a experimentos con la materia –de suerte que se diría, mientras recorremos sus exposiciones, que nunca conseguimos salir de la cocina para entrar por fin en el comedor–, Noé nos brinda la sorpresa feliz de su Serie Federal. Ha tenido la curiosa idea de presentar una exposición entera –trece óleos, algunos de ellos de proporciones bastante considerables– consagrada a un tema de raíz histórica. Sus pinturas, cuyos títulos –El General Quiroga va en coche al muere, Don Eusebio de la Santa Federación, Imagen agónica de Dorrego, etc. – bastan para dar la tónica de la muestra, absolutamente nada tienen que ver con las reconstrucciones teatralmente acartonadas que elaboran los cultores del género. Nada hay, en realidad, más opuesto a su espíritu. Pero Noé ha logrado captar una atmósfera –con un dejo admirable de ironía– célebre por su familiar truculencia, y transmitírnosla con rotunda eficacia, al mismo tiempo que ha logrado infundir a cada uno de sus cuadros ricos la calidad que los “informalistas” se desvelan por obtener. Sus óleos suntuosos, generosamente empastados, tratados con una libertad pujante, son un ejemplo. Y (por el tema, argüirán los resentidos; por la pasión honda y nuestra, contestamos nosotros) son, por fin en medio de la monótona internacionalización circundante, inesperadamente argentinos.

### Otra Figuración (1960−1965)
Al término de la muestra de la Serie Federal, Deira, Macció, Noé y De la Vega convocaron a otros artistas a crear un movimiento que sostuviera una posición superadora de la oposición figuración-abstracción. Con este propósito, invitaron al fotógrafo figurativo y pintor abstracto Sameer Makarius y a la pintora Carolina Muchnik a realizar una exposición. La muestra se llamó Otra Figuración y se realizó en la galería Peuser en 1961. Otros artistas fueron invitados a participar, pero algunos declinaron la propuesta por considerarse pintores abstractos, como Alberto Greco y Antonio Seguí, y otros por identificarse figurativos, como Jorge Demirjian y Miguel Dávila. Sin embargo, la muestra buscaba superar la oposición entre figuración y abstracción.
Con una beca del gobierno francés, viajó a Europa en compañía de De la Vega. Más tarde se reunió en París con su familia, y luego se sumarían Macció y Deira. Durante ese viaje se consolidó el grupo. A partir de allí comienzan a exponer en muestras compartidas identificándose colectivamente como Deira, Macció, Noé y De la Vega.

Durante ese período profundizó su concepción de cuadro dividido o visión quebrada:
Al poco tiempo nos vamos a Brujas. En ese momento no había turistas, estaba vacía, era un escenario del siglo XV. Y entramos a un museo chico pero muy hermoso, con obras magníficas. Ahí entendí. Se me vino encima una época burguesa de valores estables, centrada en el cristianismo. Yo me preguntaba lo siguiente: esta pintura tiene una relación íntima con su tiempo, yo la admiro por eso, por lo tanto no tiene ningún sentido en una época tan distinta como la actual querer pintar como esos pintores. Hay que hacer totalmente lo contrario, tensiones, rupturas. Ahí empecé a hablar de visión quebrada, de cuadro dividido, y por último de asunción del caos.
Esta concepción se hace presente en su obra Mambo, que forma parte de la colección del Museo de Bellas Artes de Houston.
A su regreso a Buenos Aires, en 1962, los cuatro artistas se instalaron en un nuevo taller, en la calle Carlos Pellegrini entre Charcas (hoy, Marcelo T. de Alvear) y la Avenida Santa Fe. Poco después presentaron dos exposiciones: la muestra de dibujo Esto (referida a la situación de la Argentina posterior la caída del presidente Arturo Frondizi) en la Galería Lirolay, y una segunda muestra organizada en la Galería Bonino. Fueron convocados por Jorge Romero Brest, director del Museo Nacional de Bellas Artes, para exponer en la institución en 1963.
Además de la muestra en el Museo, fueron invitados al Premio Torcuato Di Tella en el que recibió el Premio Nacional de Pintura y Macció fue reconocido con el Premio Internacional. El Instituto Di Tella adquirió su obra Introducción a la esperanza, que más tarde fue donada al Museo Nacional de Bellas Artes. La temática de esta obra, una protesta política, fue la excusa para la desestructuración formal del rectángulo pictórico, que se conserva, pero del cual emergen elementos de protesta popular, como peticiones y carteles.
Además, el grupo expuso en la Comisión Nacional de Bellas Artes de Montevideo y en la Galería Bonino de Río de Janeiro. El crítico brasileño Frederico Morais señaló que esta exhibición «tuvo un impacto inolvidable sobre la joven generación carioca».
El premio Di Tella consistía en una beca que le permitió trasladarse a Nueva York, ciudad en la que permaneció desde abril hasta diciembre de 1964, donde compartió taller con Liliana Porter, el uruguayo Luis Camnitzer y el venezolano Gabriel Morera. Durante esa residencia en Nueva York tuvo lugar la exposición Premio Internacional Guggenheim, a la que los cuatro artistas del grupo de la nueva figuración habían sido invitados por su curador, Lawrence Alloway. En esa ocasión, en la que fue premiado el artista suizo Alberto Giacometti, la institución adquirió la obra de Noé Carisma (1963). Las obras de Deira, Macció, Noé y De la Vega fueron expuestas en diferentes espacios, incluyendo una muestra de arte argentino en el Walker Art Center de Mineápolis. El crítico John Canaday, del New York Times destacó la presencia de los neofigurativos como un nuevo grupo sobresaliente en el panorama de la pintura argentina.
En 1965, en el Museo de Arte Moderno de Buenos Aires, tuvo lugar Noé + experiencias colectivas, una célebre exposición donde se exhibieron sus pinturas e instalaciones yuxtapuestas con obras de otros artistas, articuladas entre sí por oposición y contraste. En esa ocasión, presentó su primer libro, Antiestética, un libro que es casi un manifiesto, en el cual expuso por primera vez su tesis sobre el caos como estructura y sus nociones de «ruptura de la unidad», «asunción del caos» y «visión quebrada» .
La última exposición del grupo se realizó en 1965, en la Galería Bonino, con el mural de Deira, Nueve variaciones para un bastidor bien tensado, instalaciones de De la Vega (Nigromante) y Noé (El ser nacional) y dos cuadros de gran formato de Macció.

### Nueva York (1965-1967)
A fines de 1965 partió con su familia hacia Nueva York con una Beca Guggenheim.
En enero de 1966, expuso en la Galería Bonino de dicha ciudad. Entre otras piezas, la muestra incluía tres instalaciones: Introducción al desmadre de 1964, Así es la vida señorita (That’s life, Miss), y Balance 1964/1965, esta última una yuxtaposición de obras compuestas durante su estadía anterior en Nueva York. Estas instalaciones le parecieron más tarde aparatosas, y encontró que eran difíciles de transportar y de vender, así que cuando se planteó el regreso a Buenos Aires en 1968, optó por deshacerse de ellas creando el mito de que las había arrojado al río Hudson.
Luego de esta muestra, decidió dejar de pintar, alejándose de la pintura por nueve años.
No obstante, continuó creando y escribiendo. En mayo de 1966, escribió para la revista El Mirador de la Fundación Interamericana para las Artes, el artículo En la sociedad pop la vanguardia no está en las galerías de arte. Ganó por segunda vez la Beca Guggenheim a fines de ese año. 
En 1967 comenzó a escribir El arte entre la tecnología y la rebelión, libro que finalizó tres años después, pero que decidió no publicar por el contexto político que se vivía en Argentina, aunque más adelante utilizó varios de los análisis incluidos en ese volumen. Finalmente, el libro fue publicado por la editorial Argonauta en 2020.
Participó como invitado de un seminario internacional de artistas, convocado por la Fairleigh Dickinson University y viajó a Venezuela para participar de un encuentro de artistas e intelectuales de Estados Unidos y Latinoamérica organizado por la Fundación Interamericana por las Artes. En mayo de 1968, expuso una ambientación con espejos planos cóncavos en el Museo de Bellas Artes de Caracas.
Finalizada la beca, consiguió el aval del New York School for Social Research para trabajar en un programa de lucha contra la pobreza como director de un Centro Cultural Hispánico ubicado en un barrio principalmente portorriqueño. Esta institución era impulsada por Movilization for Youth, donde Nora Murphy se desempeñaba como asistente social.
Durante su estadía, motivado por incorporar a su obra elementos que permitan replantear la visión del mundo, comenzó una serie de investigaciones que lo llevaron a trabajar con espejos. Empezó por comprar láminas gruesas de acrílico espejado que al ser flexibles posibilitaban distorsionar la imagen hasta que desarrolló espejos plano-cóncavos capaces de conmover los supuestos sobre el orden de las cosas del espectador.

### Buenos Aires (1968-1976)

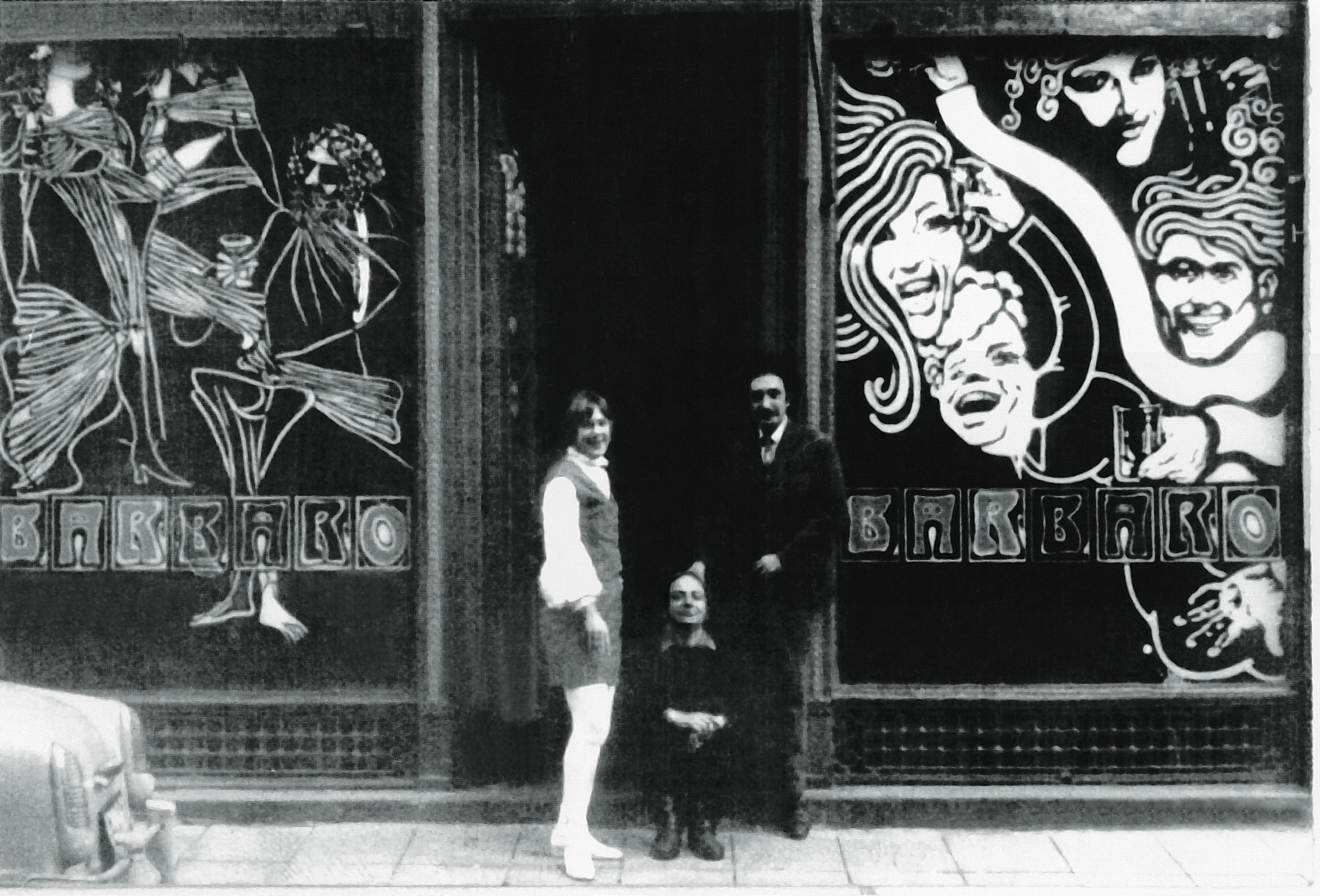
En la puerta del Bárbaro conMartha Peluffo y Esperilio Bute. Se pueden ver las vidrieras pintadas por Ernesto Deira y De la Vega. Foto: Federico Frontini.

En octubre de 1968 regresó a Buenos Aires. Junto con algunos amigos, decide poner en funcionamiento un bar. De la Vega le sugirió el nombre «Bárbaro» y el bar al rápidamente se convirtió en lugar de encuentro de figuras de la cultura de las décadas del 60, 70 y 80.
Realizó la muestra Saldos-Liquidación por cambio de ramo, con pinturas del período 1960-1965 en la Galería Carmen Waugh, y publicó un libro que había comenzado a escribir en Nueva York, Una sociedad colonial avanzada, con frases sobre la Argentina. 
En 1971, falleció Jorge de la Vega, lo cual le produjo un gran impacto.
Durante su período sin pintar comenzó a dar clases de dibujo y pintura. Entre 1971 y 1973 lo hizo en la Escuela Panamericana de Arte, y entre 1973 y 1976, en su casa taller, ubicada en Pueyrredón y Corrientes. 
A partir del vínculo con sus alumnos y de una terapia iniciada en 1971, comienza a retomar la pintura. En sus sesiones de terapia dibujaba, y esos dibujos fueron cobrando forma en dos series, una llamada La naturaleza y los mitos, y otra sobre la conquista de América, Conquista y violación de la naturaleza. Es así que se produce en 1975 su retorno a la pintura con una exposición en la galería Carmen Waugh, donde mostró esas dos series. Para el catálogo, escribió un texto titulado Por qué pinté lo que pinté, no pinté lo que no pinté, y pinto ahora lo que pinto.
En 1974 publicó el libro Códice Rompecabezas sobre Recontrapoder en Cajón Desastre por Ediciones de la Flor. Códice (una reunión de textos sagrados) Rompecabezas (porque son humanos) sobre Recontrapoder (el hombre que trata de dominar las cosas y los mecanismos de la creación hasta sentirse un dios hacedor de la Tierra) en Cajón Desastre (en un mundo pleno de contradicciones y datos variados). En 2021 fue reeditado por la Fundación Luis Felipe Noé con prólogo de Rafael Cippolini. 

### París (1976-1987)
A fines de mayo de 1976, partió hacia París, luego del golpe de Estado y al año siguiente se le unió su familia. Estando en la capital francesa envió obras para una nueva exposición en la galería Carmen Waugh que tuvo lugar en septiembre, con tres cuadros de gran formato como eje titulados Esto no tiene nombre, en alusión a la situación política de la Argentina.
En París se dedicó nuevamente a la enseñanza de la pintura, a la vez que realizó exposiciones individuales en París, Madrid y también Buenos Aires, ciudad a la que viajó anualmente a partir de 1978.
En uno de sus viajes entre Latinoamérica y París, pasó tres semanas en el Amazonas invitado por el poeta brasileño Thiago de Mello. Esa estadía marcó fuertemente su relación con el paisaje y dio inicio a una serie de pinturas inspiradas en el paisaje amazónico. En esta etapa también retoma las instalaciones. La obra más característica del período fue Estructura para un paisaje, en la que fusionó instalación y paisaje, modificando la estructura física del cuadro al separar el bastidor de la tela. En 1986 ganó el premio de la Fundación Fortabat con la obra Recuerdo del diluvio y ese mismo año pintó la obra En la maraña que es parte de la colección del Museo Nacional de Bellas Artes, y que conserva el espíritu amazónico.
En un encuentro de artes visuales sobre identidad latinoamericana organizado por el Foro de Arte Contemporáneo, en México, presentó en 1985 el texto La nostalgia de historia en el proceso de imaginación plástica de América latina.
En 1981, falleció su madre y, en 1983, su padre. Durante ese año, adquirió en Buenos Aires su casa de la calle Tacuarí, donde vivió desde 1987. Mientras se encontraba en Buenos Aires, falleció en París su amigo Ernesto Deira.

### Regreso a Buenos Aires y consolidación
En 1987 se instaló definitivamente en Buenos Aires.
En 1987 el Museo Sívori realizó la muestra Luis Felipe Noé. Panorama de 30 años en el Centro Cultural Ciudad de Buenos Aires. Ese mismo año también expuso en Ámsterdam y realizó un cuadríptico instalado como mural para el Museo de San Ignacio Miní en Misiones. 
En 1987 expuso por primera vez en la Galería de Arte Ruth Benzacar la exposición Pinturas 1986-1987. Al año siguiente, en 1988, la historiadora Mercedes Casanegra publicó un libro sobre la obra de Noé que recorre los distintos estadios de su producción entre 1959 y 1987. 
En 1991 realizó una nueva tensión entre historia, texto e imagen en la obra Tormenta en la Pampa, Homenaje a una pintura escrita por Sarmiento que forma parte de la Colección de Amalia Lacroze de Fortabat.
Con el mismo sentido lúdico creó la serie «Jeroglíficos en las cavernas de Buenos Aires» que fue exhibida en la Fundación Federico Klemm en Buenos Aires. La obra Jeroglífico tucumano encontrado en Buenos Aires (1992) pasó a formar parte de la Colección del Ministerio de Relaciones Exteriores y Culto de la República Argentina.
En la década de 1990 publicó dos libros de ilustraciones, el primero A Oriente por Occidente (1992) donde desarrolló por medio de textos e imágenes una teoría acerca del descubrimiento de América basado en el diario de Cristóbal Colón y en 1994 el libro El otro, la otra y la otredad que relata de forma gráfica la relación con la otredad, un tema que lo convocó permanentemente. 
En 1993 publicó con Jorge Glusberg el libro Lectura conceptual de una trayectoria y bajo el mismo nombre se realizó una exposición con las obras del artista en el Centro de Arte y Comunicaciones. 
Luego de veintiocho años sin hacerlo, volvió a producir una instalación: Instauración Institucional (1994) que se exhibió en el Museo Nacional de Bellas Artes de Buenos Aires. La obra volvió a exponerse en 1995 en una retrospectiva que organizó el mismo museo y la exposición iteró a la Ciudad de México en donde fue exhibida en el Palacio Nacional de Bellas Artes.
En 1997, como reconocimiento a su trayectoria, recibió el Gran premio de Honor del Fondo Nacional de las Artes y la obra Jeroglífico metafísico rioplatense (1992) pasó a formar parte del patrimonio del Museo Nacional de Bellas Artes, La obra Deconstrucción Urbana (1997) pasó a formar parte de la Colección Amalia Lacroze de Fortabat.
A partir del inicio del nuevo milenio consolidó sus planteos estéticos poniendo a la línea como protagonista de sus obras, al mismo tiempo que su figura fue tomando mayor relevancia y obtiene el reconocimiento como referente cultural. Por su trayectoria fue distinguido por numerosos premios y reconocimientos.
Desde 1997 fue representado por la Galería de arte Rubbers Internacional en donde todos los años, desde esa fecha, realizó en noviembre una nueva exposición. En el 2009, al cumplirse cincuenta años de su primera exposición, realizó la exposición titulada 50x50. Luis Felipe Noé. Cincuenta años, cincuenta imágenes a modo de celebración de su cincuentenario como pintor. 
En 2006, junto a Eduardo Stupía, crearon el proyecto La línea Piensa dedicado al dibujo contemporáneo que continúaron dirigiendo juntos. Este ciclo de muestras se dedicó a realizar exposiciones de artistas contemporáneos en la sala 10 del Centro Cultural Borges. Además, en 2011, realizaron la muestra ¡Me arruinaste el dibujo! que reunía más de cincuenta obras pintadas y dibujadas «a cuatro manos» entre ambos artistas.
En la misma sintonía, realizó otros proyectos curatoriales tales como Pintura sin pintura en el 2005 en el Centro Cultural de España y Dibujos en el 2010 en la Galería Rubbers. Asimismo, entre 1999 y el 2003 curó el ciclo OJO al país que se desarrolló en el Centro Cultural Borges con el apoyo del Fondo Nacional de las Artes y la Fundación Antorchas. Durante el transcurso del ciclo también oficiaron de curadores Fermín Févre, Rosa María Ravera, Guillermo Whitelow y Alejandro Puente. 
En 2007 la editorial Adriana Hidalgo publicó su libro NoEscritos sobre eso que se llama arte que recopila el pensamiento crítico, artístico y teórico del artista: conferencias, artículos y textos inéditos escritos en Buenos Aires, París y Nueva York entre 1996 y 2006. 
Durante las primeras décadas del siglo XXI su obra se expuso en numerosas muestras colectivas e individuales a nivel nacional e internacional. En el 2007 El Museo de Arte Moderno de Buenos Aires organizó Noé en línea donde se exhibió nuevamente la obra Instauración institucional (1994) que luego Noé donó al museo.

### Bienal de Venecia y actualidad
En el 2009, invitado por el curador Fabián Lebenglik, representó a su país en la 53.ª Bienal de Venecia para lo que realizó dos obras de grandes dimensiones: La estática velocidad y Nos estamos entendiendo reunidas bajo el nombre Red que marcaron un hito en su producción artística. Las obras realizadas para esta ocasión fueron exhibidas ese año en el Museo Nacional de Bellas Artes e iteraron por los principales museos del país. Fueron exhibidas en el Museo Provincial de Bellas Artes Emilio Caraffa de Córdoba (2010), en el Museo Castagnino de Rosario (2010) y en el Museo Provincial de Bellas Artes Franklin Rawson de San Juan (2011). 

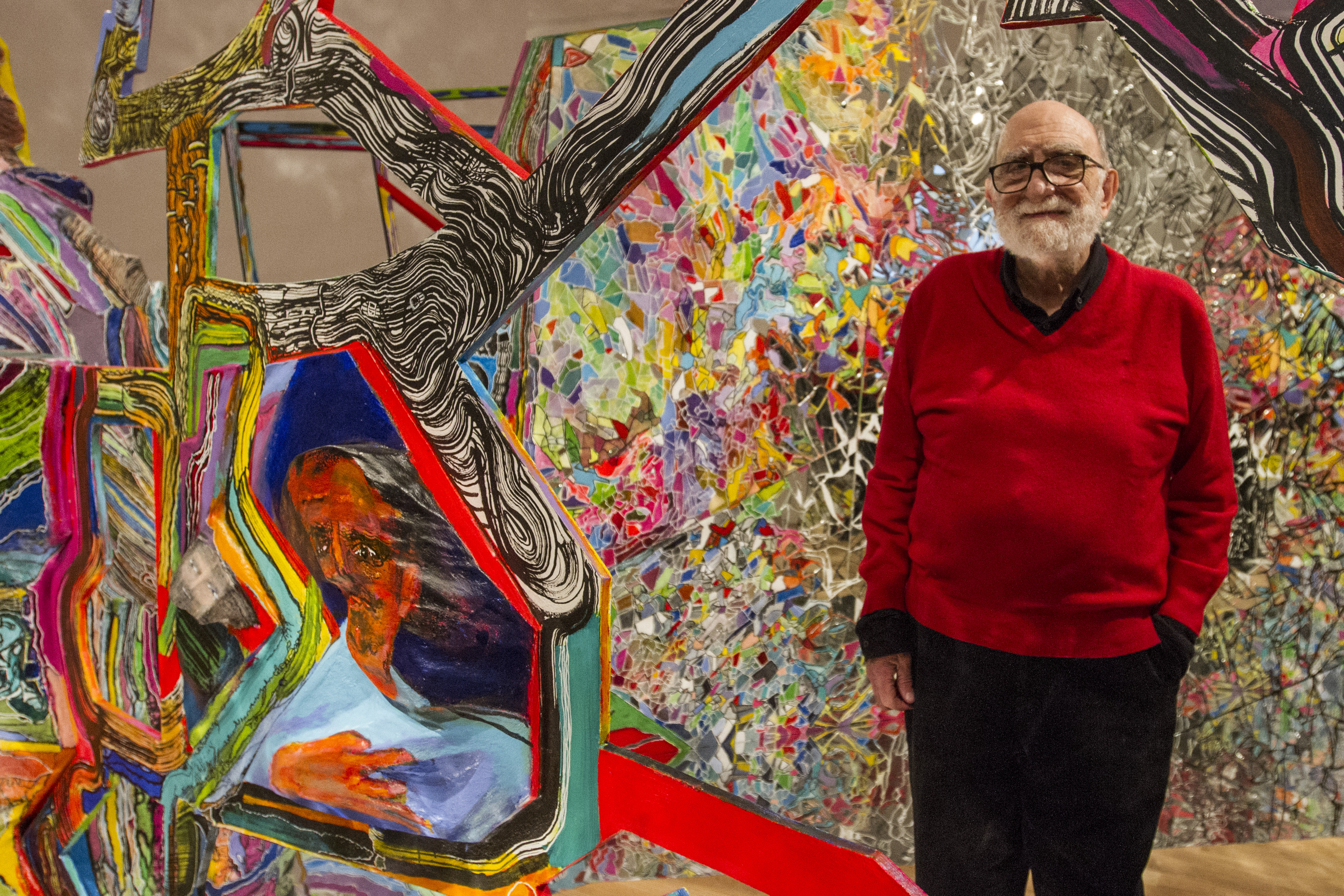
Luis Felipe Noé en la muestra Mirada prospectiva en el MNBA. 2017.

En 2010 el Museo de Arte Contemporânea (MAC Niterói) de Río de Janeiro, bajo la curaduría de Franklin Pedroso, le dedicó una gran exposición retrospectiva y en el año 2012 el Museo de la Universidad Nacional de Tres de Febrero (MUNTREF) realizó la exposición Noé, visiones/revisiones.
En el 2012 falleció su compañera Nora Murphy. Al año siguiente realizó junto a sus dos hijos, la artista plástica Paula Noé Murphy y el cineasta Gaspar Noé, la exposición NOE 3D en la Galería Rubbers Internacional. La muestra estuvo dedicada a Nora Murphy e incluyó fotografías familiares y de la pareja tomadas por su hijo.
En 2013 fue invitado de honor de la XX Bienal Internacional de Arte de Curitiba en donde expuso en el Museo Oscar Niemeyer (MON) una muestra curada por Ticio Escobar.
En el 2014 se realizaron una serie de exposiciones bajo el título de Noé Siglo XXI: el Museo Nacional de la República de Brasilia (Brasil) curada por Cecilia Ivanchevich, en la Colección de Arte Amalia Lacroze de Fortabat, bajo la curaduría de Rodrigo Alonso, y en Montevideo, en la Fundación Unión.
En 2015 el Centro Cultural Haroldo Conti, en Buenos Aires, presentó la exposición Olfato en tiempo y lugar, que centró la mirada del artista en consonancia con su época.
En 2017 el Museo Nacional de Bellas Artes le dedicó la exposición Noé: mirada prospectiva curada por Cecilia Ivanchevich que se centró en la forma en que llevó a la práctica su teoría del caos. Para la muestra realizó la instalación Entreveros que reúne en una sola obra los tres enfoques presentes en la exposición: la conciencia histórica, la línea y la fragmentación. Mirada prospectiva fue exhibida en Museo de Bellas Artes Franklin Rawson (San Juan), Museo Nacional de Bellas Artes (Neuquén), Museo Caraffa (Córdoba) y Museo Castagnino (Rosario).
En el año 2019, el Salón Nacional de las Artes le otorgó el Premio a la Trayectoria Artística, y la obra Testigos y testimonios (2018) pasó a formar parte de la colección del Museo Nacional de Bellas Artes (Buenos Aires).
Ese mismo año, junto a su familia y un equipo de profesionales decidió crear la Fundación Luis Felipe Noé, dedicada a la difusión y preservación del legado de Noé a través de proyectos de investigación, editoriales y educativos.
Continuó con su actividad artística y ensayista:  publicó Asumir el caos en 2025  y desarrollando proyectos artísticos. hasta su fallecimiento el 9 de abril de 2025.

## Exposiciones (selección)

### Exposiciones individuales
- 1959 Luis Felipe Noé. Galería Witcomb, Buenos Aires
- 1961 Luis Felipe Noé (Serie Federal), Galería Bonino, Buenos Aires
- 1966 Paintings. Galería Bonino, Nueva York
- 1968 Ambiente, Museo de Bellas Artes, Caracas
- 1969 Noé. Saldos. Liquidación por cambio de ramo, Galería Carmen Waugh, Buenos Aires
- 1975 Noé (Series La Naturaleza y los mitos y Conquista y Violación de la naturaleza), Galería Carmen Waugh, Buenos Aires.
- 1976 Noé (Serie Todo es verdad, nada es mentira), Galería Carmen Waugh, Buenos Aires
- 1981 Luis Felipe Noé, Espace Latino-Américain, París.
- 1985 Luis Felipe Noé. Pinturas y dibujos, Ruth Benzacar Galería de Arte, Buenos Aires
- 1987 Luis Felipe Noé. Panorama de treinta años. Museo Eduardo Sivori, Buenos Aires
- 1988 Luis Felipe Noé. Pinturas, Galería Arte Actual, Santiago de Chile.
- 1989 Luis Felipe Noé. Pinturas 1988-1989, Ruth Benzacar Galería de Arte, Buenos Aires.
- 1992 Noé. Jeroglíficos de las cavernas de Buenos Aires, Galería Klemm Arte Contemporáneo, Buenos Aires.
- 1993 Lectura conceptual de una trayectoria, CAYC (Centro de Arte y Comunicación), Buenos Aires.
- 1995 Pinturas 60-95. Museo Nacional de Bellas Artes, Buenos Aires
- 1996 Pinturas 60-95. Palacio Nacional de Bellas Artes, Ciudad de México
- 1997 Errores, omisiones y otras desprolijidades (Pinturas 1995-1997/ primera parte), Centro Cultural Borges, Buenos Aires
- 1997 Errores, omisiones y otras desprolijidades (Pinturas 1995-1997/ segunda parte), Galería Rubbers, Buenos Aires.
- 2000 Noé. Mirada a los ‘90, Fondo Nacional de las Artes, Buenos Aires.
- 2003 Crujidos, Galería Rubbers Internacional, Buenos Aires.
- 2007 Noé en línea, Museo de Arte Moderno, Buenos Aires.
- 2009 Red. Envío oficial de la República Argentina a la 53.º Bienal de Venecia, Venecia
- 2010 Luis Felipe Noé. Museo de Arte Contemporáneo (MAC Nitéroi), Río de Janeiro
- 2012 Noé visiones/revisiones. Museo de la Universidad Nacional de Tres de Febrero, Buenos Aire
- 2013 XX Bienal Internacional de Arte. Museo Oscar Niemayer, Curitiba
- 2014 Luis Felipe Noé Século XXI. Museu Nacional do Conjunto Cultural da República - Galería Térrea, Brasilia
- 2015 Olfato en tiempo y lugar. Centro Cultural de la Memoria Haroldo Conti, Buenos Aires
- 2017 Luis Felipe Noé: Mirada Prospectiva. Museo Nacional de Bellas Artes, Buenos Aires
- 2017 60 - 20 - 60. Galería Rubbers Internacional, Buenos Aires
- 2018 En Terapia y sus consecuencias Dibujos 1971-1978. Galería Rubbers Internacional, Buenos Aires
- 2018 Por ahora. Galería Rubbers, Buenos Aires
- 2019 Memoria del presente. 1976 – 2019. Luis Felipe Noé - Vicente Zito Lema. Espacio Multicultural San Cristóbal, Rosario.
- 2019 Ochenta y seis, Galería Rubbers, Buenos Aires.
- 2020 El virus reina", Proyecto Ménage à trois. Homenaje de tres galerías a Luis Felipe Noé, Galería Rubbers, Buenos Aires.
- 2020 Apto para todo público, Proyecto Ménage à trois. Homenaje de tres galerías a Luis Felipe Noé, Galería Gachi Pietro, Buenos Aires. Curaduría: Andrés Waissman.
- 2020 Porque pintó lo que pintó, dejó de pintar lo que no pintó y pinta lo que ahora pinta, Proyecto Ménage à trois. Homenaje de tres galerías a Luis Felipe Noé, Galería Jacques Martínez, Buenos Aires.
- 2021 Tiempo sin edad, Galería Rubbers, Buenos Aires.
- 2021 Entreveros, MUNTREF, Sede Hotel de Inmigrantes, Buenos Aires.
- 2022 VIDA es una palabra ABSTRACTA, Galería Rubbers, Buenos Aires.
- 2023 El centro de la cuestión, Torre Macro, Buenos Aires.
- 2023 Para el otro lado, Paseo de las Artes Duhau, Buenos Aires
- 2023 Visión quebrada, Museo Mar, Buenos Aires.
- 2024 Caosiendo, Galeria Rubbers, Buenos Aires.

### Exposiciones colectivas
- 1964 Guggenheim International Award, Solomon R. Guggenheim Museum, Nueva York
- 1964 New Art of Argentina. Walker Art Center, Mineápolis
- 1965 Noé + experiencias colectivas. Museo de Arte Moderno, Buenos Aires
- 1965 The Emergent Decade: Latin American Painters and Paintings in the 1960s. The Solomon R. Guggenheim Museum, Nueva York
- 2010 Imágenes entre la realidad y la utopía, Arte argentino 1810-2010. Akademie der Künster, Berlín
- 2011 Noé-Stupía ¡Me arruinaste el dibujo! Dibujos a cuatro manos. Centro Cultural Borges, Buenos Aires.
- 2013 Noe 3D, Galería Rubbers Internacional, Buenos Aires
- 2022 ¡Otra vez me arruinaste el dibujo!. Centro Cultural Borges, Buenos Aires

### Exposiciones Nueva Figuración
- 1961 Otra Figuración, Galería Peuser, Buenos Aires
- 1962 Esto (drawings), Galería Lirolay & Galeráa Bonino, Buenos Aires
- 1963 Deira, Macció, Noé, de la Vega. Museo Nacional de Bellas Artes, Buenos Aires
- 1965 Deira, Macció, Noé, de la Vega. Pinturas. Galería Bonino, Buenos Aires
- 1965 Deira, Macció, Noé, de la Vega. Museu de Arte Moderna (MAM), Río de Janeiro
- 1985 Nueva Figuración Argentina. 18.ª Bienal Internacional de Arte de San Pablo, San Pablo
- 1985 De la Nueva Figuración a la Nueva Imagen. Museo de Bellas Artes, Caracas
- 1986 La Nueva Figuración. Ernesto Deira, Jorge de la Vega, Luis Felipe Noé, Rómulo Macció. Ruth Benzacar Galería de Arte, Buenos Aires
- 1991 Deira, Macció, Noé, de la Vega, 1961. Nueva Figuración 1991. Centro Cultural Recoleta, Buenos Aires.
- 2010 Nueva Figuración 1961-1965. Deira, Macció, Noé, de la Vega. El estallido de la pintura. Museo Nacional de Bellas Artes, Buenos Aires

## Libros escritos por Luis Felipe Noé (selección)
- Antiestética, Buenos Aires, Ediciones de la Flor, 1988, 2015 [1965].
- Una sociedad colonial avanzada, Buenos Aires, Asunto impreso, 2003 [1971].
- Códice Rompecabezas sobre Recontrapoder en Cajón Desastre, Buenos Aires, Ediciones de la Flor, 1974. Fundación Luis Felipe Noé (2021)
- A Oriente por Occidente (Descubrimiento del llamado descubrimiento o del origen de lo que somos y no somos), Bogotá, Arte Dos Gráfico, 1992.
- En coautoría con Jorge Glusberg, Lectura Conceptual de una trayectoria, Buenos Aires, CAYC (Centro de Arte y Comunicación), 1993.
- El otro, la otra, la otredad, Buenos Aires, Ediciones IMPSAT, 1994.
- En coautoría con Horacio Zabala, El arte en cuestión. Conversaciones, editado por Rodrigo Alonso, Buenos Aires, Adriana Hidalgo, 2000.
- En coautoría con Roberto Edwards, Cuerpos Pintados: Noé, Santiago de Chile, Ediciones Cuerpos Pintados, 2003.
- En coautoría con Nahuel Rando, Las aventuras de Recontrapoder, Buenos Aires, Ediciones de la Flor, 2003.
- Wittgenstein: este es el caso, Buenos Aires - Ginebra, Ediciones Malvario y Ediciones Albatros, 2005.
- Noescritos sobre eso que se llama arte (1966-2006), Buenos Aires, Adriana Hidalgo, 2007.
- Eduardo Rovner, Teodoro y la luna. Ilustrado por Luis Felipe Noé, Buenos Aires, Ediciones de la Flor, 2008.
- En coautoría con Noé Jitrik En el nombre de Noé, Buenos Aires, Universidad Nacional de Quilmes, 2009.
- Eduardo Galeano, Memorias del fuego. Ilustrado por Luis Felipe Noé (fascículos coleccionables), Buenos Aires, Página/12, 2008-2010.
- Néstor Ponce, Desapariencia no engaña. Ilustrado por Luis Felipe Noé y Paula Noé Murphy, Madrid, Del Centro Editor, 2013.
- Mi viaje-Cuaderno de bitácora, Buenos Aires, Editorial el Ateneo, 2015.
- En terapia, Buenos Aires, Galería Rubbers, 2018.
- El arte entre la tecnología y la rebelión. En torno al ‘68. Buenos Aires, Editorial Argonauta, 2020.
- El ojo que escribe. Buenos Aires, Editorial Ampersand, 2024.
- Asumir el caos. En la vida y en el arte. Editorial El cuenco de plata, 2024.

## Libros y artículos sobre Luis Felipe Noé (selección)
- Masotta, Oscar. Happenings, Buenos Aires, Editorial Jorge Álvarez, 1967.
- Traba, Marta. Dos décadas vulnerables en las artes plásticas latinoamericanas 1950-1970, México D.F., siglo XXI, 1973.
- Martín Crosa, Ricardo. “Aportes para la interpretación de la plástica argentina contemporánea” y “Luis Felipe Noé y las metamorfosis triunfantes”, en Arte Argentino Contemporáneo, Madrid, Ameris, 1979 .
- Morais, Frederico. Artes plásticas no América Latina: do transe ao tansitório, Río de Janeiro, Civilização Brasileira, 1979.
- Casanegra Mercedes. Noé, Buenos Aires, ALBA, 1988.
- Sánchez, Marta A. Noé. Pintores argentinos del siglo XX, Buenos Aires, Centro Editor de América Latina, n.° 47, 1989.
- Glusberg, Jorge. “Luis Felipe Noé: La asunción del caos” en Luis Felipe Noé. Pinturas 60-95, Buenos Aires, Museo Nacional de Bellas Artes, 1995.
- Sullivan, Edward J. (ed.): Latin American Art in the Twentieth Century, Londres, Phaidon, 1996.
- Ramírez, Mari Carmen (cur.). Heterotopías. Medio siglo sin-lugar, 1918-1968, cat. exp., Madrid, Museo Nacional Centro de Arte Reina Sofía, 2000.
- Giunta, Andrea: Vanguardia, internacionalismo y política. Arte argentino en los años sesenta. Buenos Aires, Paidós, 2001.
- Katzenstein, Inés (ed.): Escritos de vanguardia. Arte argentino de los años ´60, Buenos Aires, MoMA-Fundación Proa-Fundación Espigas, 2007.
- Lebenglick, Fabián. Luis Felipe Noé en la Bienal de Venecia 2009, Buenos Aires, Dirección General de Asuntos Culturales, Ministerio de Relaciones Exteriores Comercio Exterior y Culto, 2009.
- Casanegra, Mercedes. Deira, Macció, Noé, de La Vega. El estallido de la pintura. Nueva Figuración 1961-1965, Buenos Aires, Museo Nacional de Bellas Artes, 2010
- Ivanchevich, Cecilia; Luis Felipe Noé; Eduardo Stupía y Diana Wechsler. Noé. Visiones / Revisiones, Saénz Peña, Universidad Nacional de Tres de Febrero, 2012.
- Casanegra Mercedes. Luis Felipe Noé. Pintores Argentinos, Buenos Aires, La Nación, 2014.
- Alonso, Rodrigo. Noé siglo XXI, Buenos Aires, Colección Amalia Lacroze de Fortabat, 2014.
- Ivanchevich, Cecilia (cur). Noé Mirada prospectiva, Museo Nacional de Bellas Artes de Buenos Aires, 2017.
- Alfonso, Lorena. "El pintor como escritor" en Noé Mirada prospectiva, Museo Nacional de Bellas Artes de Buenos Aires, 2017
- Stupía, Eduardo. Líneas como culebras, pinceles como perros, textos sobre arte 1986-2018, Ripio, Ciudad de Buenos Aires, 2018.
- Lucie-Smith Edward. World of art, Latin American Art since 1900, Thames & Hudson, 3 edición New York, 2020.

## Premios y reconocimientos (selección)
- Premio Nacional Di Tella (1963).
- Beca Guggenheim (1965 y 1966).
- Mención de honor en la Bienal Internacional de Grabado de Tokio, Japón.(1968)
- Premio Konex - Diploma al Mérito (1982, 1992 y 1994)
- Premio a la trayectoria artística de la Asociación Argentina de Críticos de Arte (1984).
- Gran Premio Fondo Nacional de las Artes, Buenos Aires (1997).
- Premio Rosario a la trayectoria, Argentina (2000).
- Premio Konex de Brillante al mejor Artista Visual de la década en Argentina (2002).
- Fue declarado Ciudadano Ilustre por la Legislatura de la Ciudad de Buenos Aires, título que recibió al año siguiente (2006)
- Invitado a la Arts and Literary Arts Recidency, Bellagio Center Residency Program, Rockefeller Foundation, Bellagio, Italia (2007).
- Invitado a la Bienal de Venecia en representación del país, Venecia (2009)
- Recibió el Premio Homenaje del Banco Central de la República Argentina (2009)
- Premio Carreras Creativas, Centro de Economía de la Creatividad, Universidad del CEMA, Buenos Aires (2013).
- Premio a la Trayectoria de la Academia Nacional de Bellas Artes de Buenos Aires (2015)
- Mención de Honor Senador Domingo Faustino Sarmiento de la Cámara de Senadores de la Nación (2017)
- Premio a la trayectoria del Salón Nacional de Artes Visuales (2019)